# Telurips peruvianus
Telurips peruvianus är en fjärilsart som beskrevs av Józef Razowski 1988. Telurips peruvianus ingår i släktet Telurips och familjen vecklare. Inga underarter finns listade i Catalogue of Life.